# Giulio Cesare Croce
Júlio César della Croce (San Giovanni in Persiceto, 1550 - Bologna, 1609) foi um escritor, dramaturgo, contador de histórias e enigmista italiano.     